# Ingrid Qvarnström
Ingrid Qvarnström, född 15 februari 1891 i Helsingfors, död där 7 januari 1968, var en finländsk författare. Hon var dotter till Herman Norrmén. 
Qvarnström var redaktör för tidskriften Astra 1927–1957. Hon skrev några lustspel (delvis under signaturen Paul Nylander) som uppfördes på Svenska Teatern under åren efter första världskriget. Hon publicerade även några romaner, bland vilka märks Flemmings på Tavastila (1926). Hon utgav vidare Ett legendomspunnet liv (Aurora Karamzins biografi, 1937), I Kumlinge prästgård (en krönika från 1700-talets Åland, 1943) och arbetet Svensk teater i Finland. (två band, 1946–1947). Hon var 1925–1961 medlem av Svenska Teaterns styrelse.